# 한국 말라리아 예방공동체
한국말라리아 예방공동체(준말: AMF 코리아)는 국제적 자선단체 Against Malaria Foundation의 한국 지부다. AMF 코리아는 주로 아프리카 지역의 말라리아 고위험군에 장기간 지속되는 살충망 (LLIN)을 제공하는 일을 한다.
AMF 코리아는 2023년 8월 설립되었다. 자선단체 평가 기관 GiveWell이 기부금 대비 효율성이 높은 것으로 평가한 단체 중에서 한국에 설립되어 세금 혜택을 받을 수 있는 단체로는 AMF 코리아가 유일하다.

## 하는 일
AMF가 주로 하는 일은 기금 모금, 모기장 구입, 배포에 이르는 일련의 활동이다. 모기장을 배포할 때는 파트너십을 맺고 있는 국제 적십자, 말라리아 컨소시엄 및 기타 기관을 통하고 있는데, 배포 비용 또한 파트너가 진다. 배포와 함께 지역 주민을 위한 말라리아 교육을 실시한다. 배포 과정은 보고서, 사진, 비디오를 통해 문서화된다. 배포 후에 6개월, 12개월, 18개월, 24개월, 30개월 단위로 점검을 실시한다. 이때 모기장 사용 실태 (실제 몇 명이 사용하고 있는지 등) 및 모기장 상태를 점검하여 향후 기금의 효율성을 평가하는 기초자료로 사용한다.
2024년 1월 현재 재단은 5억 5,500만 달러를 모금했으며 2004년 창립 이후 이미 배포했거나 배포 예정인 모기장은 2억 5,400만 개에 달한다 . AMF는 현재까지의 작업으로 185,000명의 생명을 구하고 1억 8,500만 건의 말라리아를 예방한 것으로 추정한다. 말라리아는 질병에 의한 피해를 줄 뿐만 아니라 지역 경제에 2차적인 경제 피해(예: 의료비, 직장 결근, 학교 교육 등)를 미치는 것으로 알려져 있다. AMF의 말라리아 예방 활동이 해당 국가 경제에 미친 이익을 추산하면 65억 달러 이상인 것으로 평가된다.
AMF 코리아에는 대표 겸 AMF CEO인 롭 매더(Rob Mather)를 중심으로 7명의 이사가 있다. AMF는 국제적인 조직으로서 전세계 말라리아 전문가들로 구성된 자문 위원회의 자문을 받는다. AMF 코리아는 자선단체로서 대한민국 법률에 따라 등록되어 있으며,,한국뿐만 아니라 16개 국가에도 등록되어 있다.

## 역사

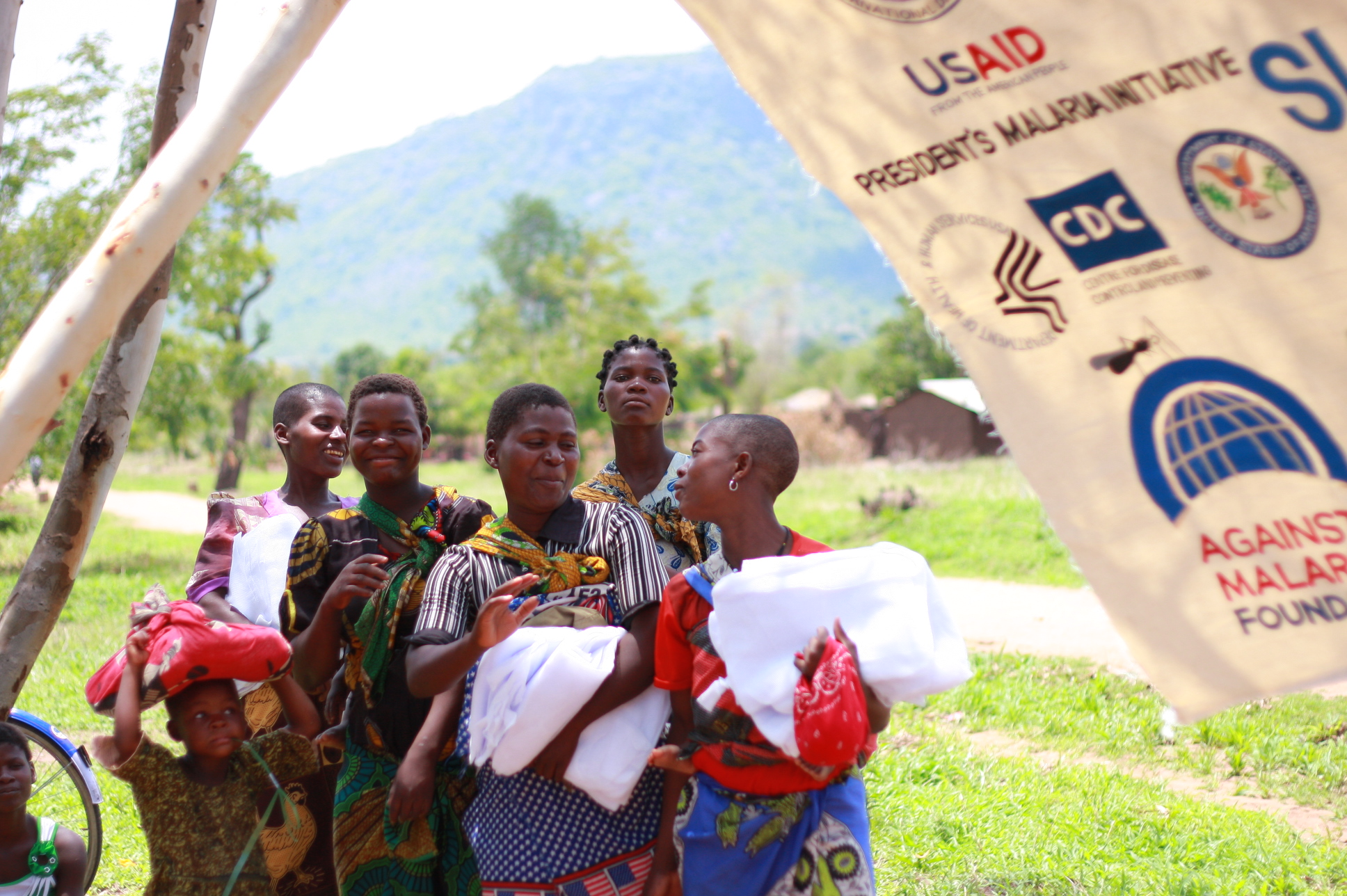
말라위에서 말라리아 예방 모기장을 받고 있는 사람들

(AMF의 역사는 Against Malaria Foundation을 참조하세요)
AMF Korea는 한국에 있는 영한 커뮤니티의 주도로 2023년 설립되었다(AMF 본부는 영국에 있다). 창립자는 AMF CEO인 롭 매더고 이사로는 영국 외교관 그레엄 넬슨이 있다.
AMF의 활동은 비용 효율적인 모델로 평가되고 있다. 이는 AMF의 활동이 주로 자원봉사자로 이뤄지고, 유료 광고를 수행하지 않으며, 관리 및 운영 비용을 기업 기부자 및 무료 파트너십을 통해 충족하는 것으로 일부 설명할 수 있다. 이 모델은 일반적으로 특정 지역에 사무실을 유지하며 활동하는 한국의 자선단체 중에서는 매우 이례적이다. 이 때문에 AMF의 간소화된 접근 방식은 대한 언론의 관심을 받았다.
AMF 코리아는 2023년 7월 서울시로부터 법인설립을 공식 승인받았으며, 2023년 12월 국세청으로부터 기부자에 대한 세액공제 자격을 받았다.
AMF는 독립적인 평가기관인 GiveWell에 의해 매우 비용 효율적인 자선 단체로 평가되었다. 2011년에 AMF는 ( 주혈흡충증 통제 이니셔티브와 함께) GiveWell이 가장 추천하는 단체로 선정되었다. AMF는 이후 13년 동안에도 항상 GiveWell의 추천 목록에 있었기에, 효율적인 자선 단체로는 대표적인 단체라 할 수 있다. AMF를 추천하는 다른 평가 기관으로는 Giving What We Can와 The Life You Can Save가 있다.
GiveWell은 AMF의 모기장 프로그램 비용이 한 명을 구하는 데 미화 3,000~5,000달러 정도라고 추산한다.

## 파트너 및 지지자
AMF는 100개 이상의 기업에서 지원한다. AMF의 창립 파트너로는 PwC, Citigroup, Speedo, Microsoft, Allen & Overy, Attenda, Vestergaard Frandsen 및 Sumitomo Chemical이 있다.
AMF의 주요 유통 파트너는 Concern Universal, IMA World Health 및 Episcopal Relief &amp; Development다.

## 참고 자료
1. ↑  “AMF Korea (한국말라리아 예방공동체) - Charity number 110121-038282” (PDF). 《AMF Korea》. 2024년 1월 13일에 확인함.
2. ↑  , Against Malaria Foundation. This document is shared with potential distribution partners |제목=이(가) 없거나 비었음 (도움말)
3. ↑  “A conversation with Rob Mather and Peter Sherratt, September 9, 2015” (PDF). GiveWell. 2015년 9월 9일. 2016년 7월 12일에 확인함.
4. ↑  “Financial Information”. 《Against Malaria Foundation》. 2024년 1월 13일에 확인함.
5. ↑  “AMF main page”. 《AMF》. 2024년 1월 13일에 확인함.
6. ↑  “Trustees”. 《Against Malaria Foundation Korea》. 2024년 1월 13일에 확인함.
7. ↑  “Malaria Advisory Group”. Against Malaria Foundation. 2021년 3월 8일에 확인함.
8. ↑  “Registered Charity Status”. 《Against Malaria Foundation》. 2024년 1월 13일에 확인함.
9. ↑  Lee, Seulbi (2024년 3월 7일). “(Korean) AMF calls on Korea to join the global fight against malaria”. 《Health Chosun, Chosun Ilbo》. 2024년 3월 10일에 확인함.
10. ↑  Kim, Mingeon (2024년 3월 7일). “(Korean) Global charity AMF calls for Korean support through establishment of local branch”. 《Pharma News (팜뉴스)》. 2024년 3월 10일에 확인함.
11. ↑  “Notice of permission to incorporate (Korean)”. 《OpenGov.Seoul》. 2024년 1월 14일에 확인함.
12. ↑  “About us”. 《Against Malaria Foundation Korea》. 2024년 1월 13일에 확인함.
13. ↑  Thompson, Derek (2015년 6월 15일). “The Most Efficient Way to Save a Life”. 《The Atlantic》. The Atlantic Monthly Group. 2017년 3월 18일에 확인함.
14. ↑  Matthews, Dylan (2015년 4월 24일). “You have $8 billion. You want to do as much good as possible. What do you do?”. 《Vox》. Vox Media, Inc. 2017년 3월 18일에 확인함.
15. ↑  “Our Top Charities”. 《GiveWell》 (영어). 2021년 2월 12일에 확인함.
16. ↑  Fenwick, Alan (2017년 5월 1일). “Schistosomiasis research and control since the retirement of Sir Patrick Manson in 1914”. 《Transactions of the Royal Society of Tropical Medicine and Hygiene》 111 (5): 191–198. doi:10.1093/trstmh/trx036. PMC 5914372. PMID 28957468. 2021년 2월 12일에 확인함.
17. ↑  “What are the best charities to donate to in 2024?”. 《Giving What We Can》. 2024년 1월 13일에 확인함.
18. ↑  “Against Malaria Foundation - The Life You Can Save”. 《The Life You Can Save》. 2024년 1월 13일에 확인함.
19. ↑  Singer, Peter (2019). 〈Chapter 6〉. 《The Life You Can Save》 10 anniversary판. Bainbridge Island, WA. ISBN 9781733672719.
20. ↑  “Pro bono support”. Against Malaria Foundation. 2021년 3월 8일에 확인함.
21. ↑  “Distribution Partners”. Against Malaria Foundation. 2021년 3월 8일에 확인함.